# Portret świętego Antoniego z Padwy
Portret świętego Antoniego z Padwy – portret wykonany przez malarza pochodzenia greckiego Dominikosa Theotokopulosa, znanego jako El Greco. Obraz sygnowany: CHÈIR DOMENIKOU
Prawdopodobnie na zamówienie klasztoru de la Sisla El Greco maluje portret Antoniego z Padwy. Maluje go zgodnie z ikonograficzną tradycją: w habicie franciszkańskim, trzymającego w prawej dłoni kwiat lilii symbolizujący niewinność i z trzymaną w drugiej ręce otwartą księgą symbolizującą wykształcenie. Na kartach otwartej księgi widoczna jest postać Dzieciątka Jezus. Według legendy, pewnej nocy Antoniemu ukazało się Dzieciątko i pobłogosławiło mu, zapewniając go o miłości Bożej. El Greco przedstawia małego Jezusa wykonującego gest błogosławieństwa, leżącego na czerwonym suknie symbolizującym krew Zbawiciela.
Według zachowanych dokumentów El Greco otrzymał za obraz bardzo wysokie wynagrodzenie, w sumie dwa tysiące reali.